# فلاش فيديو
فلاش فيديو (بالإنجليزية: Flash Video)‏ هو تنسيق ملف تخزين يُستخدم لتقديم محتوى فيديو رقمي (مثل العروض التلفزيونية والأفلام وغيرها) عبر الإنترنت باستخدام أدوبي فلاش بلاير. يمكن أيضًا تضمين محتوى فلاش فيديو في ملفات إس دبليو إف. يوجد تنسيقان مختلفان لملفات فلاش فيديو وهُما: (FLV) و (F4V)، يتم تشفير بيانات الصوت والفيديو داخل ملفات (FLV) بنفس طريقة تشفير ملفات إس دبليو إف. يعتمد تنسيق ملف (F4V) على تنسيق ملف (ISO) [بالإنجليزية]، كلا التنسيقين مدعومان في أدوبي فلاش بلاير وتم تطويرهما بواسطة أدوبي. تم تطوير تنسيق (FLV) في الأصل بواسطة ماكروميديا. في أوائل العقد الأول من القرن الحادي والعشرين، كان فلاش فيديو هو الأكثر استخداماً لبث الفيديو عبر الإنترنت (عبر RTMP). من بين المستخدمين هولو وفيفو وياهو! فيديو وميتاكافيه ورويترز والعديد من مزودي الأخبار الآخرين.

## التاريخ
أضاف إصدار 2002 من فلاش بلاير 6 دعمًا للفيديو بتنسيق ملف إس دبليو إف. أضاف إصدار 2003 من فلاش بلاير 7 دعمًا مباشرًا لتنسيق ملف FLV. نظرًا للقيود المفروضة على تنسيق ملف FLV، أنشأت أدوبي تنسيقات ملفات جديدة في عام 2007، بناءً على تنسيق ملف ISO [بالإنجليزية]. بهذه الطريقة، يشترك تنسيق F4V في قاعدة مشتركة مع تنسيق MP4 ، ولهذا السبب يطلق على F4V أحيانًا اسم "Flash MP4" بشكل غير رسمي. لا يتحقق فلاش بلاير من امتداد اسم الملف ولكنه يفحص الملف لتحديد التنسيق.
| نسخة فلاش بلاير | الصدور | صيغة الملف                           | تنسيقات ضغط الفيديو                                             | تنسيقات ضغط الصوت                  |
| --------------- | ------ | ------------------------------------ | --------------------------------------------------------------- | ---------------------------------- |
| 6               | 2002   | SWF                                  | Sorenson Spark, Screen video                                    | MP3, ADPCM, Nellymoser             |
| 7               | 2003   | SWF, FLV                             | Sorenson Spark, Screen video                                    | MP3, ADPCM, Nellymoser             |
| 8               | 2005   | SWF, FLV                             | On2 VP6, Sorenson Spark, Screen video, Screen video 2           | MP3, ADPCM, Nellymoser             |
| 9               | 2007   | SWF, FLV                             | On2 VP6, Sorenson Spark, Screen video, Screen video 2, H.264[*] | MP3, ADPCM, Nellymoser, AAC        |
| 9               | 2007   | SWF, F4V, ISO base media file format | H.264                                                           | AAC, MP3                           |
| 10              | 2008   | SWF, FLV                             | On2 VP6, Sorenson Spark, Screen video, Screen video 2, H.264[*] | MP3, ADPCM, Nellymoser, Speex, AAC |
| 10              | 2008   | SWF, F4V, ISO base media file format | H.264                                                           | AAC, MP3                           |

## الترميز
بشكل عام، تحتوي ملفات فلاش فيديو (تنسيق FLV) على تدفقات بتات الفيديو التي تعد نسخةً خاصة لمعيار الفيديو H.263.

### أنواع الوسائط المدعومة
أنواع الوسائط المدعومة في فلاش فيديو وISO [بالإنجليزية]:
- فيديو
  - H.264 (مضاف إلى MP4 وFLV)
  - تطبيقات جوجل GPL الغير رسمية للأندرويد لتنسيق FLV
    - MPEG-4 ASP
    - ITU H.263
- صوت
  - MPEG طبقة 3
  - MPEG AAC

أنواع الوسائط المدعومة بتنسيق ملف فلاش فيديو فقط:
- فيديو عام
  - RGB (مدعوم من نفس نوع الكود الذي يستخدمه إس دبليو إف)
  - ترميز طول التشغيل (مدعوم من نفس نوع الكود الذي يستخدمه إس دبليو إف)
  - Sorenson's H.263
  - On2 TrueMotion VP6
- الفيديو المتحرك عبارة عن زي ليب قائم على شاشة 1 و2
- الصوت العام هو PCM و ADPCM

## خيارات التوزيع
يمكن توزيع ملفات فيديو فلاش بعدة طرق مختلفة:
- كملف مستقل. FLV. على الرغم من أن ملفات فلاش فيديو يتم تسليمها عادةً باستخدام مشغل فلاش للتحكم، فإن ملف FLV نفسه لا يمكن تشغيله إلا باستخدام مشغل FLV. هناك العديد من المشغلين الخارجيين المتاحين.
- مضمّن في ملف إس دبليو إف باستخدام أداة تأليف فلاش (مدعومة في فلاش بلاير 6 والإصدارات الأحدث). يجب نقل الملف بالكامل قبل أن يبدأ التشغيل. يتطلب تغيير الفيديو إعادة إنشاء ملف إس دبليو إف.
- تنزيل تدريجي عبر بروتوكول نقل النص الفائق (مدعوم في فلاش بلاير 7 والإصدارات الأحدث). تستخدم هذه الطريقة أكشن سكربت. يتمتع التنزيل التدريجي بالعديد من المزايا، بما في ذلك التخزين المؤقت واستخدام خوادم HTTP العامة والقدرة على إعادة استخدام مشغل إس دبليو إف واحد لمصادر فيديو فلاش متعددة. يتضمن فلاش بلاير 8 دعمًا للوصول العشوائي داخل ملفات الفيديو باستخدام وظيفة التنزيل الجزئي لـHTTP، ويشار إلى ذلك أحيانًا على أنه دفق. ومع ذلك، على عكس البث باستخدام RTMP، فإن HTTP لا يدعم البث في الوقت الفعلي. يتطلب البث عبر HTTP مشغلًا مخصصًا وإدخال بيانات تعريف فلاش فيديو محددة تحتوي على موضع البداية الدقيق بالبايت والرمز الزمني لكل إطار رئيسي. باستخدام هذه المعلومات المحددة، يمكن لمشغل فلاش فيديو المخصص طلب أي جزء من ملف فلاش فيديو بدءً من إطار رئيسي محدد. على سبيل المثال، تدعم جوجل فيديو ويوتيوب التنزيل التدريجي ويمكنها البحث عن أي جزء من الفيديو قبل اكتمال التخزين المؤقت.
- يتم البث عبر RTMP إلى فلاش بلاير باستخدام «خادم فلاش ميديا» (بالإنجليزية: Flash Media Server)‏ (معروف سابقًا باسم Flash Communication Server)، وعدة خوادم أخرى. اعتبارًا من أبريل 2008، هناك مسجلات تدفق متاحة لهذا البروتوكول، وإعادة ترميز برمجية screencast مستبعدة.
- يسمح «خادم فلاش ميديا 4.5» ببث فلاش فيديو إلى أجهزة آيفون وآيباد. يحقق ذلك من خلال تسليم المحتوى في بث إم بي إي جي 2 باستخدام تنسيق بث HTTP المباشر